# یواس‌اس ساسالیتو (پی‌اف-۴)
یواس‌اس ساسالیتو (پی‌اف-۴) (به انگلیسی: USS Sausalito (PF-4)) یک کشتی بود که طول آن ۳۰۳ فوت ۱۱ اینچ (۹۲٫۶۳ متر) بود. این کشتی در سال ۱۹۴۳ ساخته شد.